# Active Child
Active Child — сценическое имя и название музыкального проекта Патрика Джеймса Гросси (род. 28.05.1983, Элизабет, США), американского мультиинструменталиста, композитора и аранжировщика, автора и исполнителя собственных песен.
Проект «Active Child» был реализован Пэтом Гросси в декабре 2008 года. На музыкальном рынке он дебютировал в 2010 году с кассетным мини-альбомом «Sun Rooms». Первый полноформатный альбом «You Are All I See» вышел в 2011 году.
Пэт Гросси ― обладатель широкого вокального диапазона: от драматического баритона до контратенора. Его андеграундный музыкальный стиль является смесью альтернативной поп-музыки, альтернативного рока, в частности инди-рока, и эмбиента с музыкальными партиями классических инструментов (арфа, фортепиано). Часть композиций записана в стиле неосоула.
Пэт Гросси работает как в студии, так и на концертных площадках. Во время выступлений Live к проекту «Active Child» присоединяются Стрэттон Истер (бас-гитара, синтезатор) и Бреннан Родс (ударные).
Как музыкальный продюсер Пэт Гросси под лейблом «Sun Rooms Recordings» сотрудничает с Элли Голдинг, группами «Various», «School of Seven Bells» и другими музыкантами, а также продюсирует собственное творчество.

## Биография

### Детство и юность
Патрик Джеймс Гросси родился 28 мая 1983 года в городе Элизабет, административном центре округа Юнион штата Нью-Джерси (США) в семье Боба Гросси, менеджера по продажам в звукозаписывающей компании «Priority Records», и художницы Донны Гросси, работающей в стиле абстракционизма.
Ранние годы Пэта и двух его братьев прошли в городе Мурстаун, в доме на улице Кёртис-лайн, которая впоследствии дала название его альбому. С 9 лет Пэт стал заниматься в Филадельфийском хоре мальчиков (Philadelphia Boys Choir). Обладая хорошо поставленным дискантом, он в юном возрасте участвовал в гастролях хора по США, Австралии и Южной Африке, в том числе выступал в Карнеги-холле и Сиднейском оперном театре. Хоровое пение оказало решающее влияние на исполнительскую манеру Пэта Гросси.
Компания, в которой работал отец Пэта, специализировалась на ганста-рэпе, который быстро набирал популярность на Западном побережье. «Priority Records» расширялась, и в 1996 году Боба Гросси перевели в Лос-Анджелес. Отец иногда брал Пэта в свой офис, где подросток смог познакомиться с такими известными рэп-исполнителями как Snoop Dogg, Dr. Dre, Eminem и Peanut Butter Wolf. Во время учёбы в старшей школе Пэт Гросси всерьёз увлекался рэпом, но это увлечение оказалось временным. Его музыкальный вкус сформировался под влиянием афроамериканских певцов Эла Грина и Билла Уизерса.
После окончания старшей школы Пэт Гросси решил пойти по стопам матери, поступив учиться на художника в колледж в Денвере. Во время студенчества музыкой он не занимался, если не считать уроков игры на арфе. После окончания учёбы он много путешествовал в поисках натуры, и именно красивые ландшафты Колорадо вдохновили его вновь вернуться к музыке, тем более, что поиски работы по специальности не увенчались успехом. По вечерам Пэт на ноутбуке начал экспериментировать с различными музыкальными стилями, пока не нашёл свой собственный стиль ― сочетание хоровой и электронной музыки. Затем он начал писать песни в этом стиле. В Денвере у Пэта было много друзей, увлекавшихся музыкой. Они стали его первыми слушателями. Их отклик побудил Пэта продолжать развиваться в этом направлении. В декабре 2008 года Гросси решил запустить свой музыкальный проект под названием «Active Child». Потратив более полугода на доработку музыкальных композиций, в августе 2009 года он вернулся в Лос-Анджелес.

## Творчество

### Начало карьеры
Пэт Гросси ― обладатель широкого вокального диапазона: от драматического баритона до контратенора. Первое время он пел преимущественно в церквях. Там его и услышали участники гастролировавшего по США британского дуэта «Hurts», которые также выбрали в качестве сцены церковные эмпоры. Они предложили музыканту совместный концерт на Рождество. Новость об их совместном выступлении сообщила радиостанция BBC Radio 5 Live. Так имя Active Child впервые прозвучало в радиоэфире. В январе 2010 года на его творчество обратила внимание «The Guardian». Музыкальный обозреватель газеты Пол Лестер назвал его музыку ледяной и мрачной, а вокал ― призрачным, как будто «Гросси сидит на заброшенном кладбище и наслаждается наступлением зимы». Тексты песен Лестер охарактеризовал как слишком грустные и звучащие так, как будто хору в вино для причастия подмешали слишком много димерола. Тем не менее, обозреватель отметил, что после многих лет засилия «потных и буйных типов», похожих на «Kaiser Chiefs» и суррогатов Лиама Галлахера, приятно видеть возвращение мрачных молодых людей, несущих на себе бремя мира. Особое внимание критик уделил песне «She’s a Vision», в которой отметил гармоничное сочетание звуков синтезатора и церковного органа с арфовым глиссандо и фальцетом Active Child.
В это же время небольшая звукозаписывающая фирма «Mirror Universe Tapes» предложила Active Child записать первый студийный альбом. Хотя лейб специализировался только на выпуске музыки на аудиокассетах, Пэт Гросси согласился и не прогадал. Мини-альбом «Sun Rooms», вышедший 14 января 2010 года, не только стал его дебютом на музыкальном рынке, но и привлёк внимание более крупных компаний. В феврале 2010 года лейблом «Transparent» был выпущен семидюймовый сингл музыканта с композициями «She’s a Vision» и «Voice of An Old Friend». 1 июня 2010 года европейский лейбл «Merok Records» представил мини-альбом «Curtis Lane», который фактически стал переизданием альбома «Sun Rooms» на виниловом носителе.

### «Curtis Lane»
Песни для альбома «Curtis Lane» в основном были созданы в денверский, не самый удачный, период жизни Пэта Гросси. Они продиктованы его ностальгическими воспоминаниями о «светлых комнатах» родительского дома в Мурстауне и его желанием вернуться к семье в Лос-Анджелес. Неслучайно для обложки диска он выбрал из семейного альбома детскую фотографию этого периода. «I’m In Your Church At Night»,
«She Was A Vision» и «Wilderness» — это лирические медленные песни, являющиеся миксом спейс-рока, нью-вэйва и синти-попа, гармоничный контрапункт которому создают арфа и нежный, иногда даже робкий, фальцет Active Child. «When Your Love Is Safe» исполнена музыкантом на пределе эмоций, и возможно, является одной из самых удачных его композиций. В то же время две оставшиеся песни («Take Shelter» и «Weight of the World»), исполненные Active Child в стиле танцевальной музыки, не избежали критики. По мнению Пола Томпсона («Pitchfork») ритму первой композиции не хватает жизненной силы, а вторая ― слишком перегружена басами. К тому же при исполнении «Weight of the World» Гросси понизил голосовой диапазон, но его тенор не так хорош, как фальцет. Тем не менее, он отметил: «Если этот парень почти заставил вас танцевать под арфу, представьте, на что он способен». В целом альбом «Curtis Lane» получил положительные оценки музыкальных критиков. Например, Питер Масия («Pitchfork», «The Fader») назвал его одним из самых потрясающих альбомов года, настоящим гимном неразделённой любви.
«Sun Rooms» и «Curtis Lane» принесли Active Child известность в музыкальной среде. Разноплановое звучание композиций альбома позволило ему гастролировать с музыкантами, исполняющими музыку в различных стилях, такими как инди-рок группы «White Lies» (февраль 2011) и White Rabbits (май 2010), синти-поп группа School of Seven Bells (октябрь 2010), дабстеп-исполнитель Джеймс Блейк (май 2011).

### «You Are All I See»
23 августа 2011 года состоялся релиз первого полноформатного альбома Active Child «You Are All I See», выпущенного лейблом «Vagrant Records». Он состоит из 10 композиций, в которых сочетаются высокий, похожий на хоровой, вокал Патрика Гросси с минималистским R&B, грохочущими звуками постдабстепа и нежным звучанием арфы, которая уже стала визитной карточкой Active Child. Альбом в целом был хорошо принят музыкальными критиками. Так, Брайан Хоу («Pitchfork») отметил, что в «You Are All I See» есть то, что нравится или может быть интересно всем: эпическая электронная музыка, голос, звучащий мощно и возвышенно и придающий композициям благочестивый оттенок, ощущение холода и вибрирующая перкуссия в «Hanging On», экспрессивный арт-поп в «High Priestess» и «See Thru Eyes», напоминающий лучшие танцевальные мелодии 1980-х годов, в которых синтетические ударные заставляют фальцет Active Child звучать ещё выше. При этом его познания в компьютерной области не уступают его музыкальным способностям. Дена Тругман («NPR Music») назвала «You Are All I See» потрясающе великолепным альбомом.
Отдельное внимание музыкальные обозреватели уделили совместной работе Патрика Гросси и Тома Крелла, известного как How to Dress Well, в композиции «Playing House». По мнению Дункана Купера («The Fader»), хотя эти двое обладателей фальцета соперничают по высоте голоса, их дуэт в комбинации с каскадной партией фортепиано ― это неоспоримая магия. Брайан Хоу назвал «Playing House» превосходной. В то же время Джон Калверт из «Drowned in Sound» посчитал приглашение Тома Крелла ошибкой, поскольку How to Dress Well, обладающий более сильным фальцетом, берёт верх над Active Child.
«You Are All I See» более зрелый альбом, чем «Curtis Lane». С технической точки зрения он безупречен, но в этом кроется его слабость. Он кажется слишком знакомым. Это не значит, что Active Child пытается кого то копировать, но в данном случае его техническое мастерство затмевает его индивидуальность. В итоге создаётся впечатление музыкальной стилизации, даже если это сделано непреднамеренно
Тексты песен о радостях и горестях любви, тоске и одиночестве эмоционально насыщены, но слишком депрессивны. Сам Гросси признаётся, что в этом отношении альбом получился более мрачным, чем он хотел. К тому же стремление Active Child к идеализации женщины лишает женский образ индивидуальных черт. Стихам не хватает интимности, свойственной классическим лирическим песням. В целом, голос Active Child более красноречив и трогателен, чем смысл его слов. Тем не менее, заглавная композиция альбома, «You Are All I See», очаровала слушателей и сделала Active Child одним из лидеров новой волны «Новых романтиков».
По совокупности, отмечает Брайан Хоу, «You Are All I See» выглядит как старый кафедральный собор: им легко восхищаться, но в то же время он настолько холоден и далёк, что его трудно принять по-настоящему. Альбом стал заметным явлением на музыкальном рынке. Он вошёл в Top-40 чарта Billboard’s Top Independent Albums в 2013 году, а композиция «Hanging On» вошла в официальные саундтреки фильмов «Дивергент» Нила Бёргера и «Гостья» Эндрю Никкола.

### «Rapor»
С ноября 2011 по май 2012 года Active Child много гастролировал по США, сначала с французской группой М83, затем с сольными концертами. Во время живых выступлений на сцене ему помогали басист Стрэттон Истер и барабанщик Бреннан Родс. После завершения гастрольных туров он уединился в своей студии в Пасадене, где завершил работу над вторым мини-альбомом «Rapor». Его релиз под лейблом «Vagrant Records» состоялся 22 октября 2013 года.
В отличие от предыдущих работ «Rapor» тяготеет к клубной музыке. Музыкальные критики отметили более громкие биты и синтезаторы, а также ещё более возросшее техническое мастерство исполнителя. Такими композициями как «Feeling Is Gone», «Calling in the Name of Love» и «Evening Ceremony» Пэт Гросси укрепил репутацию мастера саундскейпа. Кевин Лайдел («Slant») назвал «Rapor» самым уверенным релизом Active Child. Однако, как замечает критик, любой кто хоть немного разбирается в музыке, не может не замечать, как инди-поп заимствует элементы пост-панка 1980-х и R&B 1990-х годов. Хотя музыку Active Child нельзя назвать заурядной, подобное заимствование можно увидеть и в его творчестве. Ян Коэн («Pitchfork») также выражает сожаление, что Active Child покинул свою уникальную нишу в угоду музыкальному мейнстриму, рискуя затеряться в массе подобных исполнителей.
Альбом «Rapor» запоминается не столько своим звучанием, сколько текстами песен, в которых звенит леденящее душу горе, усиленное проникновенным голосом Active Child. Уже первая музыкальная композиция альбома «She Cuts Me» без слов своими обрывками звуков, далёкими колокольчиками и короткими партиями ударных погружает слушателя в мрачную атмосферу. Остальные пять треков, посвящённые мукам любви и горечи расставания, подобны лирическим трагедиям Шекспира. Лишь однажды, в «Subtle», эта мрачная атмосфера взрывается ритмичным битом в исполнении приглашённого рэп-исполнителя Микки Экко, что по мнению Яна Коэна выглядит, скорее, глупо, чем весело. Более сильное впечатление на критиков произвёл дуэт Пэта Гросси и британской поп-дивы Элли Голдинг в душераздирающей балладе «Silhouette». В этой композиции исполнители почти не поют в унисон. На протяжении основной части трека каждый из них исполняет свою вокальную партию, что придаёт песне эффект противостояния по высоте голоса между мужчиной и женщиной. «Silhouette» получила заслуженное сравнение с классическим хитом Питера Гэбриэла и Кейт Буш «Don’t Give Up».
В целом, резюмирует Ян Коэн, «Rapor» неплох, но разочаровывает в том смысле, что Active Child слишком торопится заявить: «Я тоже так могу!», при этом не привнося в инди-поп-музыку ничего принципиально нового. Жертвуя своей уникальностью ради соответствия устоявшимся стандартам, Пэт Гросси заставляет задуматься, что же он представляет собой как художник.

### «Mercy»
В 2015 году Пэт Гросси совместно с музыкальным продюсером Ваном Риверсом завершил работу над вторым полноформатным альбомом «Mercy». Альбом выдержан в стилях неосоула, дрим-попа и госпела с элементами глитча и хаус-эффектами. Влияние Вана Риверса ощущается на всём его протяжении, но особенно оно заметно в первой, экспериментальной, части альбома, где медленные композиции Active Child с его неизменно проникновенными текстами, арфой и фортепиано неожиданно взрываются битами Риверса и грохотом синтетических ударных. При работе над альбомом Active Child отказался от многослойности звучания, что придало его музыке лёгкость. Как заявил сам Гросси, он сделал это намеренно, чтобы придать «Mercy» больше нежности.
Тексты песен были написаны Пэтом Гросси в период непростых отношений с любимой девушкой, напоминающих американские горки. В них музыкант попытался выразить всю гамму чувств, которые он испытывал в тот момент: любовь, страсть, потерю доверия, гнев, чувство вины, сожаление и надежду на лучшее. Поэтому в альбоме соседствуют преисполненный надежды трек «1999» со страстными, а местами похотливыми «Mercy» и «Temptation» и торжественными «Darling» и «Too Late». Его переживания нашли отражение и на обложке альбома: среди вороха китчевых вещей, расположенных на верхней крышке фортепиано, можно разглядеть лицо Пэта Гросси, навечно запертое в хрустальном кубе.
Пэт Гросси назвал «Mercy» своим самым личным и зрелым музыкальным самовыражением. Но мнения критиков разделились. Милли МакМахон («Complex UK») назвала альбом блестящей демонстрацией оригинальности Active Child, его интуитивных продюсерских навыков и музыкального мастерства. Люк Бодли («MusicFeeds») сравнил его с огромным хрустальным ксилофоном, на котором танцует хор босоногих ангелов, отметив, что «Mercy» ― это нежное, но не хрупкое, одновременно сильное и слабое, утончённое и дерзкое произведение, Active Child в лучшем своём проявлении. В то же время Кейт Треверс («The Line of Best Fit») заявила, что с альбомом «Mercy» Пэт Гросси опустился на самое дно. По мнению критика, Active Child загнал себя в тупик, установив первым лонгплеем «You Are All I See» слишком высокую планку. Чтобы избежать синдрома «трудного второго альбома», музыкант вынужден был экспериментировать. Но эксперимент ― это всегда риск. В случае с «Mercy», как и с «Rapor», достичь прежней высоты ему не удалось. С Кейт Треверс солидарен Кристофер Шарп («Drowned in Sound»), который помимо этого отмечает, что постоянное внимание Гросси к высокому драматизму отношений в конце концов утомляет и начинает казаться банальным. Б. Дэвид Зарли («Pitchfork») сравнил «Mercy» с рекламной брошюрой о рае: красиво, но всего лишь копия.

### «In Another Life»
После выхода «Mercy» Active Child много гастролировал в поддержку альбома, после чего исчез с музыкальной сцены почти на четыре года. Своё молчание Пэт Гросси объяснил недовольством музыкой, которую он писал в тот момент. Многие начатые им композиции оставались незавершёнными. Исключение составил выпущенный им в апреле 2017 года под собственным лейблом «Sun Rooms Recordings» сингл «Cruel World». В начале мая 2017 года трек вошёл в бесплатный сборник дрим-поп музыки «Luxe», а после теракта в Манчестере Гросси выложил его в свободный доступ на «SoundCloud». Тобиас Хандке на «Indie Shuffle» назвал «Cruel World» мрачной, но красивой и слезоточивой песней.
Женитьба и рождение дочери Новы вернули вдохновение Пэту Гросси. В 2019 году он выпустил сразу два новых трека — «All Eyes On You» и «Set Me Free». Последнюю песню, над которой Гросси работал несколько лет, он посвятил дочери. Обе композиции, а также сингл «Cruel World» стали основой третьего полноформатного альбома «In Another Life», релиз которого состоялся 17 апреля 2020 года под лейблом «Sony Music Masterworks».
В музыкальном плане «In Another Life» значительно отличается от «Mercy». Хотя в «All Eyes On You» всё ещё можно услышать комбинацию неосоула с R&B, с которой Active Child экспериментировал в предыдущем альбоме, в целом он отказался от мягкого рока, свойственного «Mercy», и вернулся к насыщенным струнным и хоровым инструментальным композициям, перемежающимся электронными эффектами. В той же «All Eyes On You», а также «Weightless» есть элементы трип-хопа, в «Set Me Free» — инди-фолка, а в таких композициях, как «Color Me» и «Painted Staircase» — эмбиента. В основе большинства композиций лежит семплированный брейкбит. Изменился и подход Active Child к вокальной обработке. Она стала похожей на многослойную вокальную обработку, которую использует Enya.
В текстах песен Пэт Гросси больше не зацикливается на одной только любви. Он охватывает более широкий круг тем: это жизнь и смерть, а также его собственный путь как молодого отца в бесконечном жизненном цикле, который повторяется снова и снова. «Это моя первая попытка понять всю красоту и тайну жизни», ― заметил Active Child. По мнению Райана Миддлтона («Magnetic Magazine»), «In Another Life» наполнен надеждой.
Альбом «In Another Life» получил восторженные отзывы музыкальных критиков. Так, Эйми Клифф («Pitchfork») назвал его прекрасной пластинкой, которая порой затмевает себя своей красотой и подобна духовному бальзаму для жестокого мира. Сам Патрик Гросси отметил: «Я чувствую, что это самая сильная музыка, которую я написал за всю свою карьеру. Я не чувствовал себя так с тех пор, как был записан мой первый альбом. Это не значит, что она похожа на мой первый альбом, но внутренняя уверенность такая же».

### Музыкальное продюсирование
Как музыкальный продюсер Пэт Гросси под лейблом «Sun Rooms Recordings», зарегистрированным в его домашней студии в Пасадене, сотрудничает с Элли Голдинг, группами «Various», «School of Seven Bells» и другими музыкантами, а также продюсирует собственное творчество.

## Альбомы
- You Are All I See (лейбл Vagrant Records). Релиз 23 августа 2010 года.
- Mercy (лейбл Vagrant Records). Релиз 16 июня 2015 года.
- In Another Life (лейбл Sony Music Masterworks). Релиз 17 апреля 2020 года.

## Синглы
- School Of Seven Bells / Active Child — Split 7" (7", Mar) (Lefse Records, Vagrant Records, Ghostly International, Filter US Recordings, 2010)
- When Your Love Is Safe (CDr, Single, Promo) (Merok Records, 2010)
- I’m Your Church At Night (CDr, Single, Promo) (Merok Records, 2010)
- She Was A Vision (7", Ltd, Whi\iTunes) (Filter US Recordings, 2010)
- Playing House (feat. How to Dress Well) (Single, iTunes) (Vagrant Records, 2011)
- Hanging On (Single, iTunes) (Vagrant Records, 2011)
- Evening Ceremony (Single, iTunes) (Vagrant Records, 2013)

## Мини-альбомы
- Sun Rooms (лейбл Mirror Universe Tapes). Релиз 14 января 2010 года.
- Curtis Lane (лейбл Merok Records). Релиз 1 июня 2010 года.
- Rapor (лейбл Vagrant Records). Релиз 22 октября 2013 года.

## Совместные синглы
- Chad Valley — Manimals (ft. Active Child)
- Gilbere Forte — Nolita (ft. Active Child)
- Gilbere Forte — Forever Sin (ft. Active Child)
- Classixx — Long Lost (ft. Active Child)
- Princeton — The Electrician (ft. Active Child)

## Видеоклипы
- I’m In Your Church At Night
- Playing House (feat. How To Dress Well)
- Hanging On
- Johnny Belinda
- You Are All I See (Album trailer)
- 1999